# 巴罗尼西
巴罗尼西（義大利語：Baronissi），是意大利萨莱诺省的一个市镇。总面积17平方公里，人口16822人，人口密度989.5人/平方公里（2009年）。ISTAT代码为065013。